# Kelly Hill Conservation Park
Kelly Hill Conservation Park är en park i Australien. Den ligger i delstaten South Australia, omkring 190 kilometer sydväst om delstatshuvudstaden Adelaide. Den ligger på ön Kangaroo Island.
Trakten är glest befolkad.
I omgivningarna runt Kelly Hill Conservation Park växer i huvudsak städsegrön lövskog. Genomsnittlig årsnederbörd är 825 millimeter. Den regnigaste månaden är juni, med i genomsnitt 149 mm nederbörd, och den torraste är januari, med 26 mm nederbörd.